# Combo (computerspelterm)
Een combo is een term uit de wereld van computerspellen. De term is een afkorting van combinaties en verwijst naar een reeks acties die uitgevoerd moeten worden in een specifieke volgorde. Dit wordt meestal gedaan door bepaalde toetscombinaties binnen een tijdslimiet in te drukken, waardoor de speler een aanzienlijk voordeel of een speciale aanval krijgt. Combo's zijn meestal sterker dan de standaardaanvallen, maar ook moeilijk uit te voeren en vereisen meestal meer inspanning.

## Geschiedenis
De term is afkomstig uit vechtspellen en beat 'em ups, waar de speler met combo's tegen zijn tegenstander kan vechten, en wat later werd overgenomen in andere spelgenres. Het eerste computerspel dat combo's ondersteunde was Flash Boy uit 1981, die verscheen voor het DECO-cassettesysteem. Combo's werden ook bekend in de spellen Renegade uit 1986 en Double Dragon uit 1987. Het werd dynamischer in het spel Final Fight uit 1989. Combo's werden populair door de spellen Street Fighter en series zoals Tekken.

## Toepassing
De term vindt vooral zijn oorsprong in vechtspellen. Andere toepassingen van combo's zijn bijvoorbeeld voor trucs en stunts in spellen, zoals sportsimulaties als Tony Hawk's Pro Skater of racespellen zoals Crazy Taxi, in shoot 'em ups, hack and slash-titels zoals de Devil May Cry-serie, RPG's en puzzelspellen. Het doel kan bijvoorbeeld zijn om de tegenstander eenvoudiger te verslaan of om punten te behalen voor de highscore. First-person shooters hebben ook combo's die bijvoorbeeld bonussen voor een bepaald aantal of soorten moorden omvatten. Multiplayer online battle arena-spellen en massively multiplayer online rollenspellen hebben meestal speciale vaardigheden om combo-aanvallen uit te voeren. 
Als het gaat om opeenvolgende instructies om bepaalde toetsen in te drukken, dan wordt ook wel gesproken over een Quicktime-event (QTE). Combo's kunnen ook worden gebruikt om cheatcodes te activeren. Een bekend voorbeeld hiervan is de Konami-code.